# Saab 900
SAAB 900 — автомобиль шведского концерна SAAB. Выпускался с 1979 по 1998 год. Разрабатывался как продолжение модели SAAB 99 с улучшенным комфортом, оснащением и двигателями. Saab 900 являлся глубокой модернизацией Saab 99. Saab 900 производился как 2- и 4-дверный седан и 3- и 5-дверный хетчбэк, кроме того, с 1986 года как кабриолет. Существовали одно- и двухкарбюраторные версии, атмосферный и турбонаддувный двигатели, в том числе Turbo полного давления (FPT) и  Turbo низкого давления (LPT).

## Первое поколение

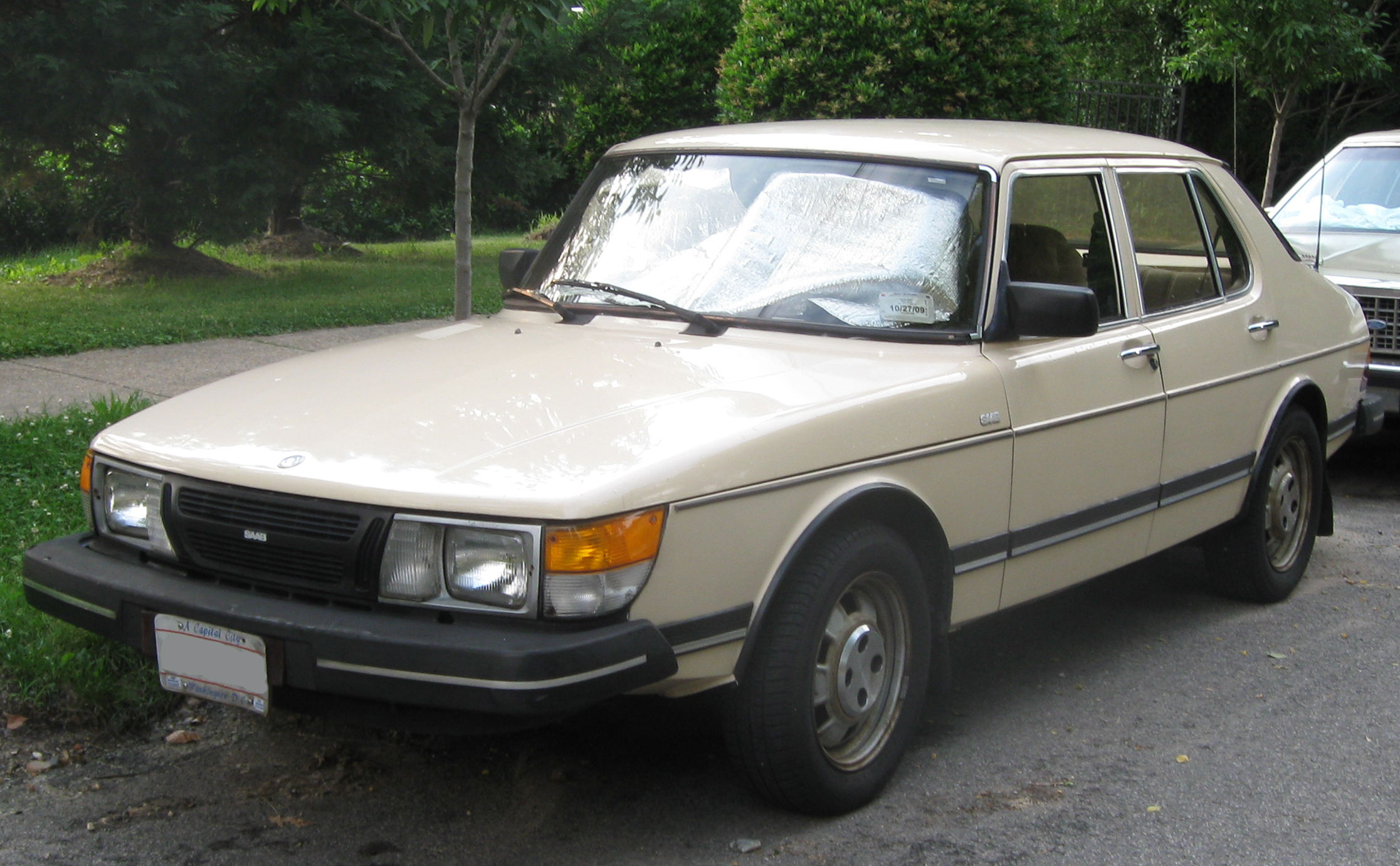
«Классический» SAAB 900 первого поколения, версия для рынка США

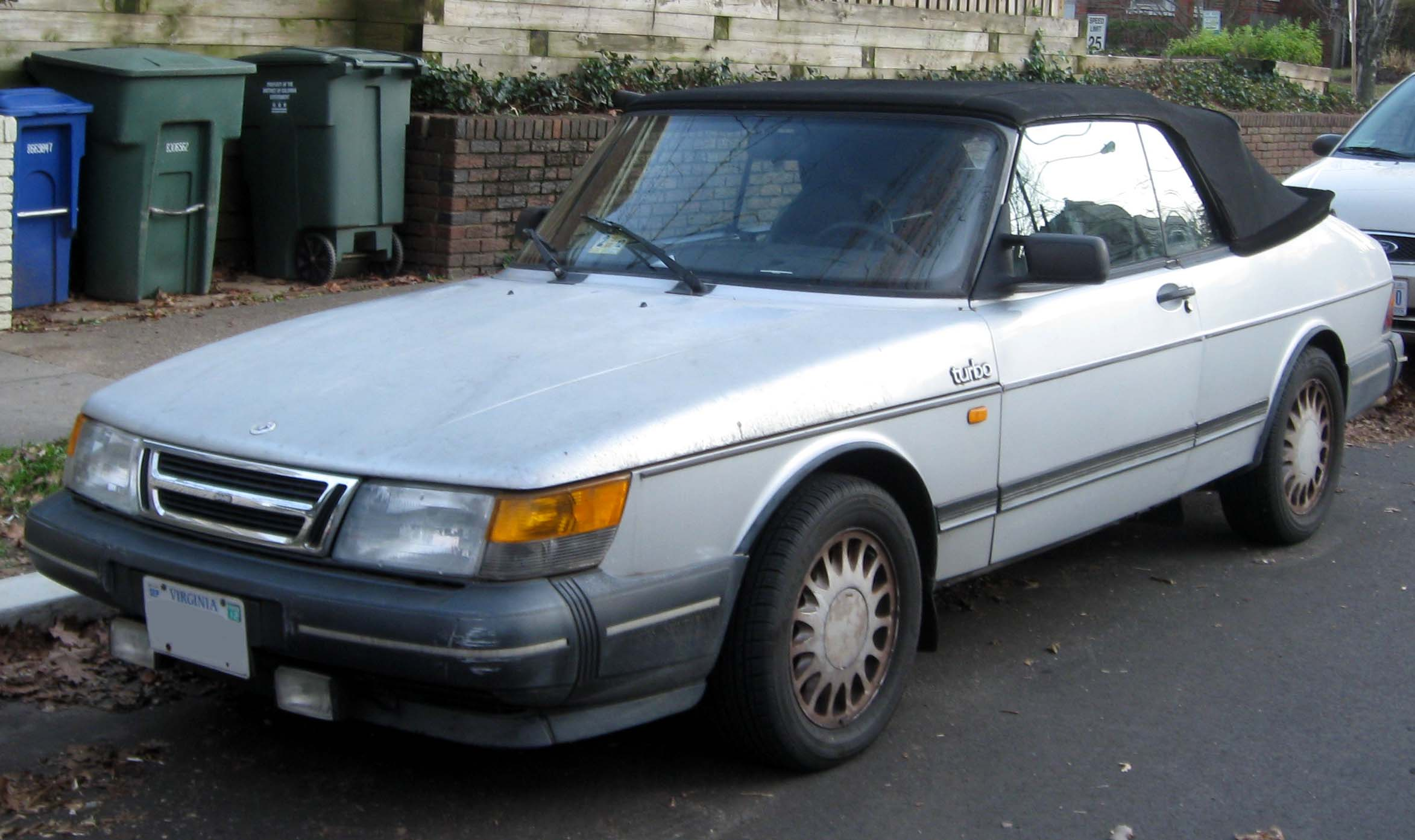
Кабриолет SAAB 900

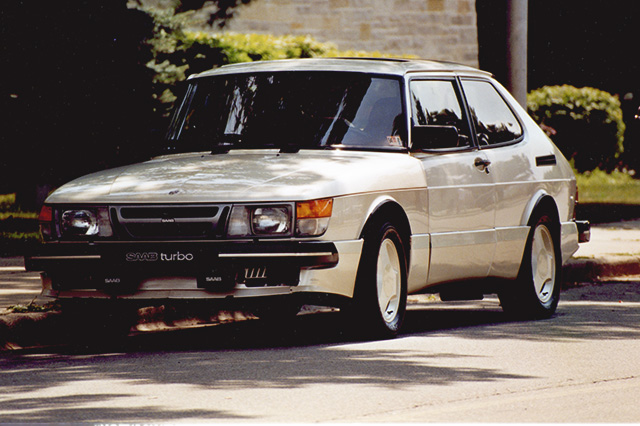
SAAB 900 SPG ограниченная версия для США

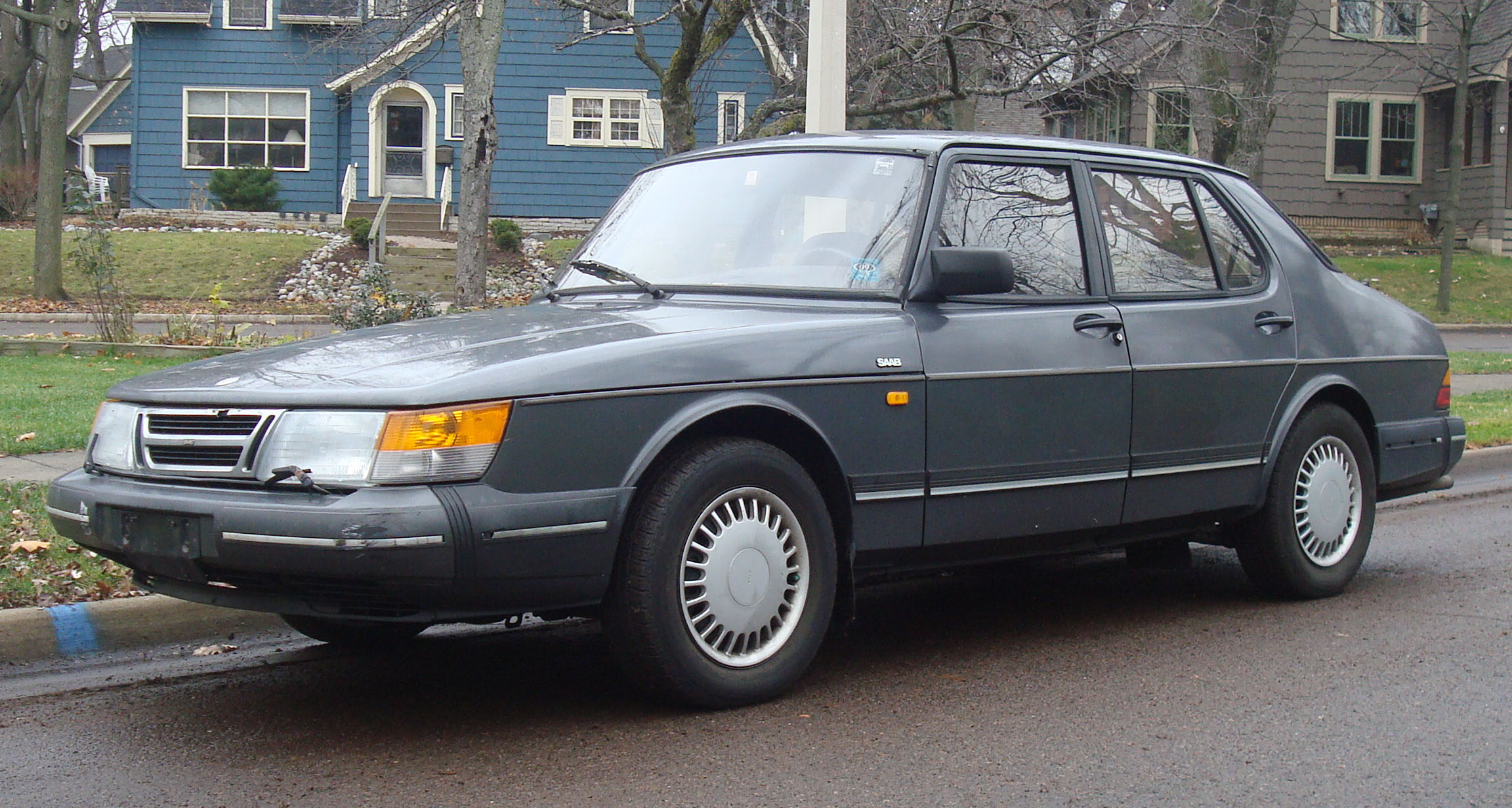
SAAB 900 после рестайлинга 1987 года

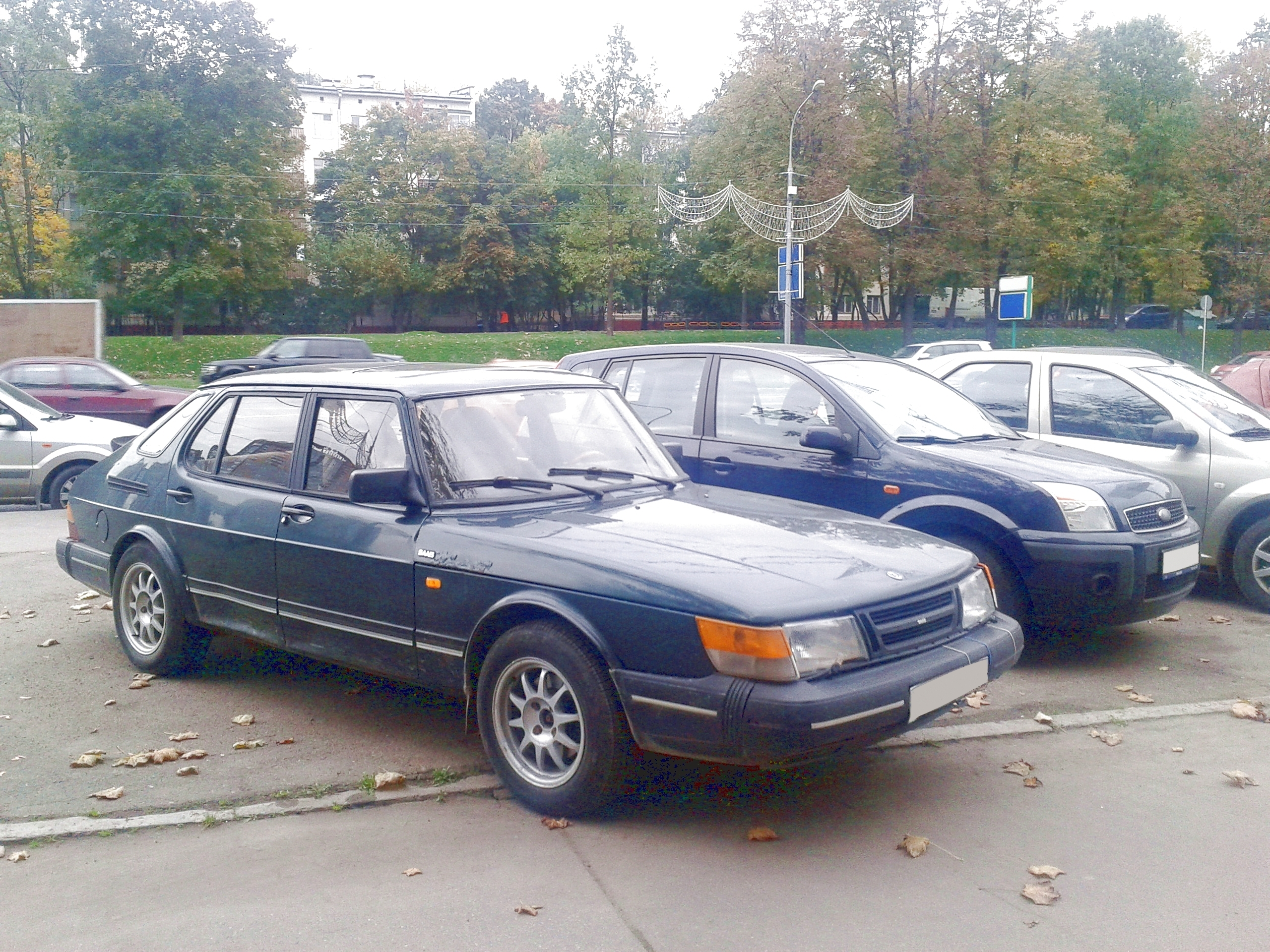
SAAB 900i

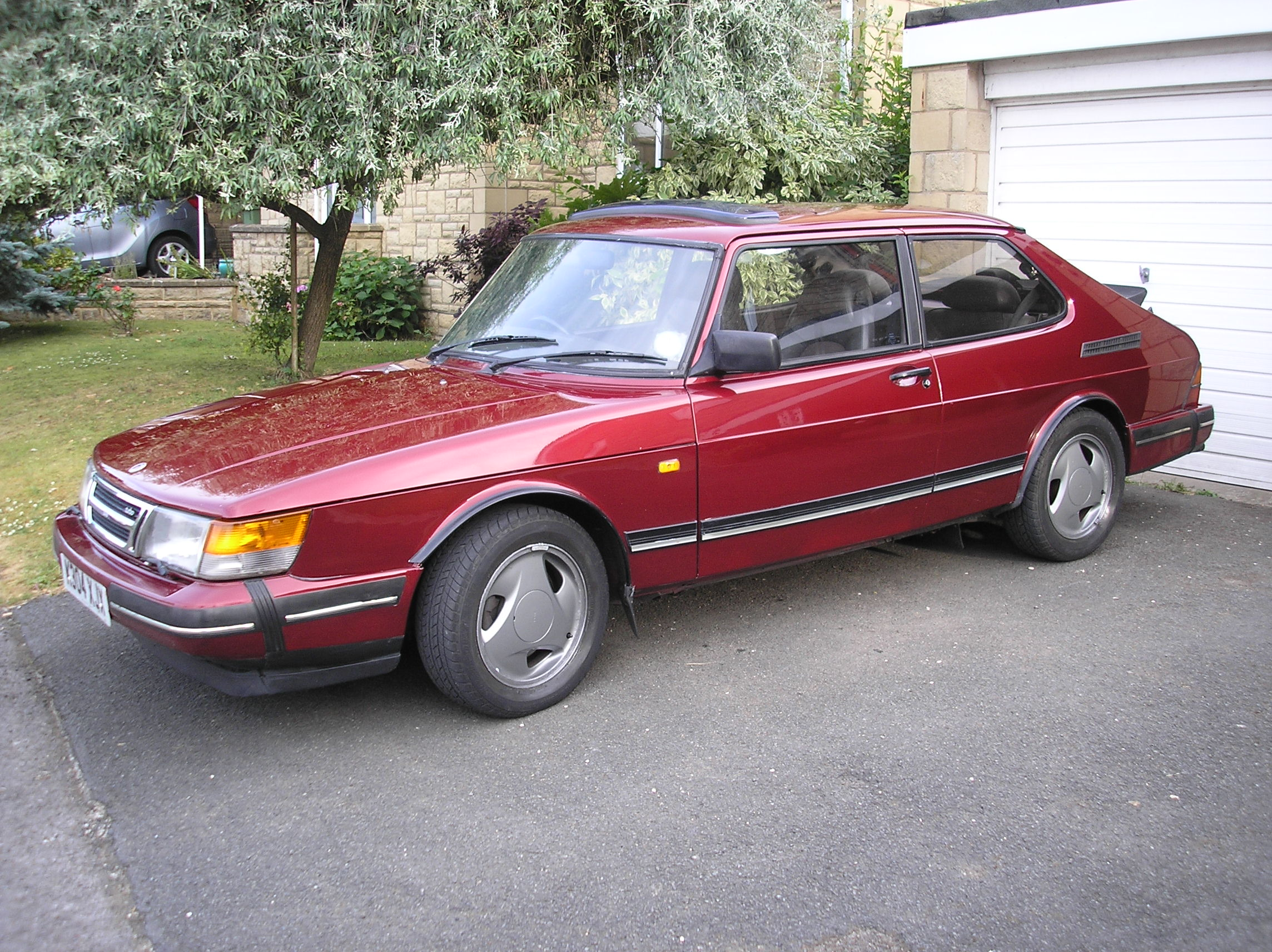
SAAB 900 «Люкс» (цвет Рубин)

Осенью 1978 года, когда модель только появилась на конвейере, 900 был доступен в трёх версиях: с двигателями GL 99 л. с./73.5 кВт; GLS (двойной карбюратор) на 106 л. с./79.5 кВт; и Turbo на 143 л. с./ 107 кВт. Пятиступенчатая коробка передач была введена на Turbo в 1980 году.
SAAB 900 в кузове седан был представлен в 1981 году вместе с отказом от старых двигателей Saab B в пользу более лёгких двигателей Saab H. В начале 1980-х годов большинство 900 производилось в Тролльхеттане. Также производство было организовано в Финляндии на заводе Valmet (производили SAAB 900C предназначены для США) и на заводе (ныне не существующем) в шведском городе Эрлёв (около Мальмё), на котором производились ограниченные серии 900.
В 1982 году на турбодвигателях SAAB появилась система APC (автоматическая регулировка производительности), также известная как буст-контроллер. Система APC позволяет двигателю использовать различные сорта бензина (без вреда для двигателя). Также в этом году на SAAB впервые появился центральный замок (для версий GLE и Turbo).
В 1983 году была введена в эксплуатацию новая, более надёжная, система тормозов. Новая версия модели — GLI, появилась в этом году в Швеции, с новым двигателем, имеющим впрыск топлива.
В 1985 году на 900 начали устанавливать 16-клапанный двигатель DOHC B202, с турбонагнетателем и промежуточным охладителем (175 л. с./129кВт). Новый силовой агрегат позволил достигать 900-му — 210 км/ч (130 миль/ч). Также с этого года 900-й получил обновлённую решётку радиатора и новый трёхспицевый руль (для всех моделей). На некоторые версии стал устанавливаться стабилизатор поперечной устойчивости.
Двойной карбюратор и модель GL были сняты с конвейера в 1985 году. Теперь 900 был доступен только с одним карбюратором или инжектором под маркировкой 900i.
Новая решётка радиатора, фары, и так называемые «интегрированные» бамперы появились на модели 900 в 1987 году.
В 1988 году произошло ещё несколько обновлений интерьера, которые появились на 900-м и 9000-м, что сделало их ещё более похожими. Также произошло очередное обновление тормозной системы и ходовой части, что улучшило характер управляемости. Была установлена модернизированная система охлаждения двигателя.
В 1989—1990 годах были сняты с производства карбюраторные и 8-клапанные версии 900-го, одновременно добавилась новая коробка передач.
В 1991 году на SAAB начинают устанавливать ABS — антиблокировочную систему тормозов. Также обновили линейку двигателей новым 2,1-литровым (140 л. с./129 кВт) двигателем B212. Этот силовой агрегат был доступен в Соединённых Штатах до конца выпуска SAAB 900 (первого поколения), но в большинстве стран Европы, данный мотор был заменён через год из-за изменённых налоговых правил (увеличение налоговых сборов). Кроме того появилась опция электрорегулируемые сидения водителя и пассажира.
Последний SAAB 900 первого поколения сошёл с конвейера 26 марта 1993 года.
В 1994 году были проданы последние кабриолеты SAAB 900 Special Edition (которые в наше время относительно высоко ценятся на рынке подержанных автомобилей).
В 1979 году SAAB 900 Turbo в топовой версии 2,0л 145 л. с. в 4-дверном кузове стоил 29 950 DM в ФРГ, примерно столько же, как и Mercedes 280 или BMW 528.
На момент снятия с производства стоимость SAAB 900 Turbo 16 S (2.0 л. 175 л. с.) составляла в Германии 43 500 DM. SAAB 900 S (2.0 л., 141 л. с.) — 42 300 DM, SAAB 900i (2,0 л., 126 л. с.) — 39 900 DM. Кабриолет с двигателем в 126 л. с. оценивали в 58 400 DM.
В общей сложности за 1979—1993 годы было произведено 908 817 SAAB 900 (в том числе 48 888 кабриолетов).
Благодаря выразительной, запоминающейся внешности и хорошим ходовым качествам, даже по современным меркам, SAAB 900 первого поколения имеет большое число поклонников.

### Производство и продажи
| Рынок          | 1978 | 1979   | 1980 | 1981   | 1982   | 1983 | 1984   | 1985   | 1986 | 1987   | 1988   | 1989   | 1990 | 1991 | 1992   | 1993    |
| -------------- | ---- | ------ | ---- | ------ | ------ | ---- | ------ | ------ | ---- | ------ | ------ | ------ | ---- | ---- | ------ | ------- |
| Швеция         | 3264 | 17 543 | н/д  | 19 422 | 21 544 | н/д  | 22 505 | 19 765 | н/д  | 19 608 | 13 834 | 11 357 | 6638 | 4629 | 3101   | 5155*   |
| Германия       | 205  | 1428   | 1728 | 2493   | 2536   | 2877 | 2991   | 2144   | 1774 | 1807   | 1660   | 1933   | н/д  | н/д  | н/д    | н/д     |
| США            | н/д  | н/д    | н/д  | н/д    | н/д    | н/д  | н/д    | 36 948 | н/д  | н/д    | н/д    | н/д    | н/д  | н/д  | 16 011 | 10 974* |
| Великобритания | н/д  | н/д    | н/д  | н/д    | н/д    | н/д  | н/д    | н/д    | н/д  | н/д    | н/д    | н/д    | 4293 | н/д  | н/д    | н/д     |
| Нидерланды     | н/д  | н/д    | н/д  | н/д    | н/д    | 2500 | 2166   | 1808   | 1540 | 1404   | 916    | 984    | 603  | 747  | 856    | 851*    |

```
* - вместе с SAAB 900 второго поколения
```

## Второе поколение
Второе поколение SAAB 900 (также известное как 900NG среди энтузиастов) был построен на заводе General Motors на базе Opel Vectra в качестве замены SAAB 900 первого поколения. Этот абсолютно новый 900 выпускался с 1994 по 1997 год. В 1998 году он получил несколько усовершенствований и был переименован в SAAB 9-3.
Новый 900 вышел с двигателем S (4-цилиндровый, без турбонаддува) и SE (4-цилиндровый турбо или V6). В трёхдверном, пятидверном исполнении хетчбэка и как кабриолет.
В зависимости от рынка, NG900 был доступен с 2,0 л или 2,3 л  16-клапанным DOHC двигателем Saab (двигатель Saab коды B204, B234 ), а также 2,5 л версию двигателя V6. Система автоуправления турбодвигателем Saab Trionic 5, прямое зажигание (SDI) и автоматическая регулировка производительности от Bosch - вот неполный список обновлений технической части 900.

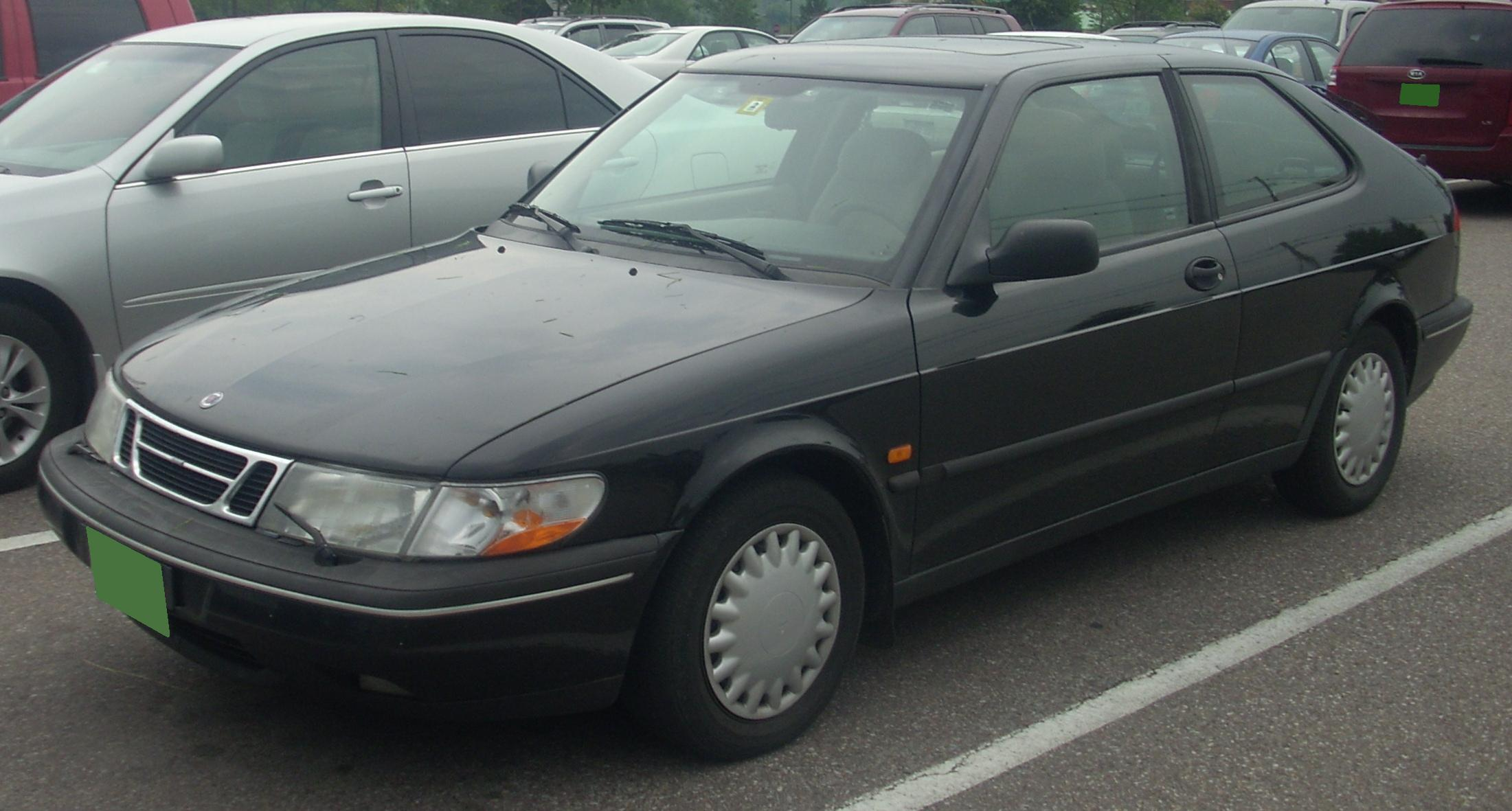
Трёхдверный хетчбэк SAAB 900NG

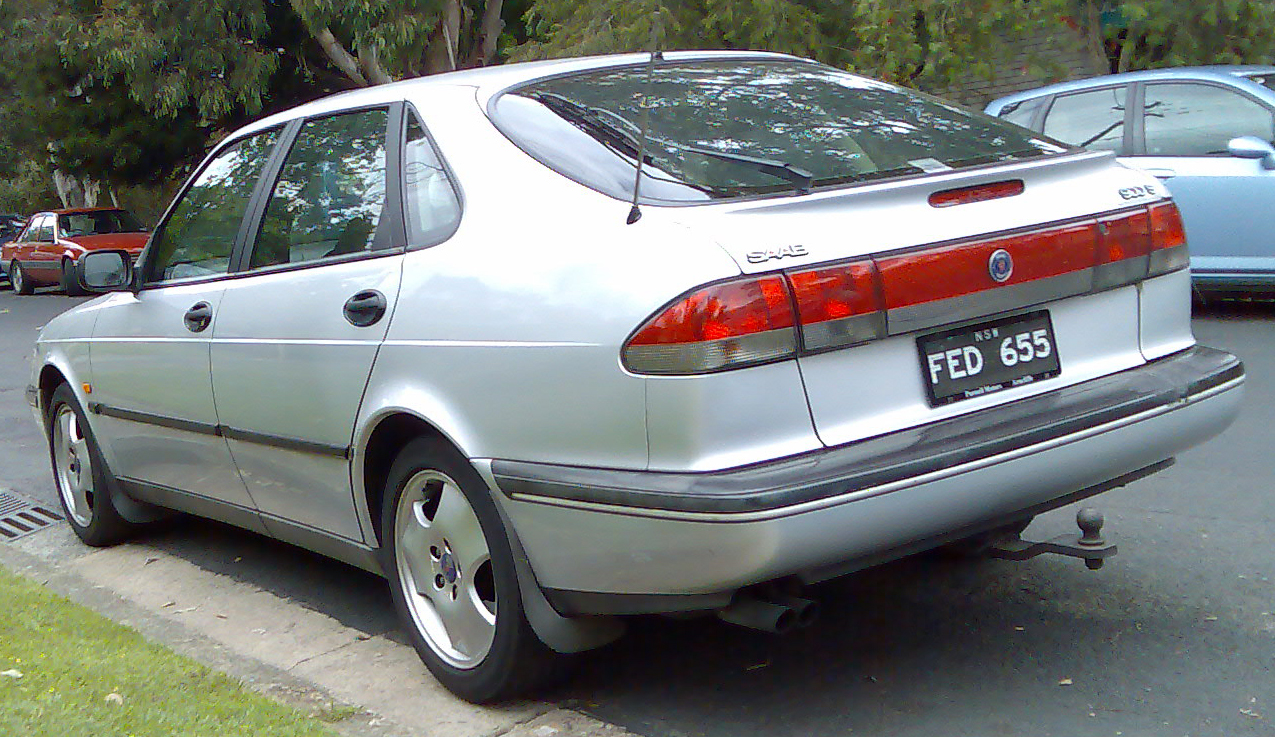
Пятидверный хетчбэк SAAB 900NG

В отличие от «классического» Saab 900 с продольно установленным двигателем и капотом, откидывающимся вперёд, NG900 имел поперечно расположенный двигатель, и капот, откидывающийся назад.
Позже на 900NG появилась система «Sensonic» — вариант сцепления (доступный на турбо моделях с ручной КПП), который представлял собой сцепление контролируемое компьютером - который обеспечивал более чёткое и продуктивное переключение передач, способствующее повышению динамики автомобиля.
На 900NG была установлена система SID (бортовой компьютер) которая показывала водителю расход топлива, температуру воздуха и др. данные.
Также на 900NG впервые была применена технология Night Panel. Два варианта освещения приборной панели в тёмное время суток: общее (освещение всей панели) и подсветка только спидометра (сделана по примеру освещения в кабине истребителя).
SAAB считался подразделением General Motors, которое производит элитные автомобили. В связи с чем SAAB 900NG стоил на рынке дороже чем Opel Vectra (на базе которого 900NG был построен).
Всего было выпущено 273 568 автомобилей.

### Производство и продажи
Цены в 1997 году в Москве составляли 32 500 долларов за базовый 900i 2.0 и 36 600 долларов за 900 SE 2.3i (150 л. с.).

### Цена
| Модель          | Мощность, л.с. | Цена 5-дверный хетчбэк, DM | Цена Coupe, DM | Цена Cabrio, DM |
| --------------- | -------------- | -------------------------- | -------------- | --------------- |
| 900 2.0i        | 130            | 36950                      | 35950          | 56950 (900 S)   |
| 900 S 2.3i      | 150            | 44950                      | 43950          | 58950 (900 SE)  |
| 900 S 2.0 Turbo | 185            | 55550                      | 49950          | 66950 (900 SE)  |

| Рынок          | 1993    | 1994   | 1995 | 1996 | 1997 | 1998   |
| -------------- | ------- | ------ | ---- | ---- | ---- | ------ |
| Швеция         | 5155*   | 10 791 | 8886 | 7858 | 7265 | 9326** |
| Германия       | 2322*   | 3018   | н/д  | н/д  | н/д  | н/д    |
| США            | 10 974* | н/д    | н/д  | н/д  | н/д  | н/д    |
| Великобритания | 2885*   | 5119   | н/д  | н/д  | н/д  | н/д    |
| Франция        | 954*    | 1026   | 1375 | 1890 | 1850 | 2703** |
| Нидерланды     | 851*    | 1085   | 1504 | 1443 | 1657 | 1875** |

```
* — вместе с SAAB 900 первого поколения
** — вместе с 
SAAB 9-3
```

## Международные награды
1998
- Лучший автомобиль в своём классе ($ 25000 - $ 35000) (900NG Turbo S) -  Kiplinger's Personal Finance, США

1996
- ТОП-10 спортивных автомобилей - Consumer's Review, США
- IBCAM British Steel Auto Design Award (Saab 900NG 2.0i купе) - институт британской автомобильной промышленности, Великобритания
- Самый продаваемый автомобиль - Consumers' Digest, США
- Новый мировой рекорд выносливости - Talladega, США

1995
- Лучший автомобиль в своём классе (Saab 900NG SEV6) - American Automobile Association (ААА)
- Самый продаваемый автомобиль - Consumers' Digest, США
- ТОП-10 спортивных автомобилей - Consumer's Review, США
- Лучшая технология 1995 года (Saab Sensonic) - Autocar, Великобритания

1993 - 1994
- Лучший автомобиль года по мнению читателей - Autoweek Magazine, США
- ТОП-10 самых усовершенствованных автомобилей и грузовиков 1994 года - эксперты Майк Ансон и Стивен Паркер, США
- Импортный автомобиль года 1993/94, в Японии - RJC, Япония
- Самый продаваемый автомобиль 1994 - Consumers' Digest, США
- Лучший дизайн 1994 -  The Swedish Society of Crafts and Design, Швеция
- Семейный автомобиль года (900S) - Motoring 94, Канада
- Самый продаваемый автомобиль 1993 - Consumers' Digest, США
- Дизайн 1994 года - Automobile magazine, США
- Лучший новый автомобиль - Kiplinger's Personal Finance Magazine, США
- Автомобиль года 1993 - Moottori magazine, Финляндия
- Лучшая автоновинка - Popular Science, США
- Технология 1994 года (Saab Trionic) - Automobile magazine, США